# Hamana-Brücke
Die Hamana-Brücke (japanisch 浜名大橋) führt den Hamana By-pass der Nationalstraße 1 über den Ausgang des Hamana-Sees zum Pazifik. Sie steht bei Hamamatsu in der Präfektur Shizuoka auf Honshu, der Hauptinsel von Japan.
Die Brücke hat zwei Fahrspuren mit einem schmalen Sicherheitsstreifen in jeder Richtung, die in der Mitte durch Leitplanken getrennt und außen durch eine Betonschutzwand gesichert sind.
Das Brückenbauwerk ist insgesamt 1448,5 m lang einschließlich der beiden Rampenbrücken, die notwendig sind, um die an der Küste entlang führende Straße auf eine Höhe von 31 m zu heben. Es besteht aus zwei dicht nebeneinander stehenden Brücken, die zusammen 21,4 m breit sind.
Die eigentlichen Spannbetonbrücken sind 631,8 m lang und haben fünf Öffnungen mit Pfeilerachsabständen von 55 + 140 + 240 + 140 + 55 m. Der Überbau besteht jeweils aus einem 6,2 m breiten einzelligen, rechteckigen, gevouteten Hohlkasten, dessen auskragende Deckplatte den Fahrbahnträger bildet. In der Mitte der 240 m weiten Hauptöffnung ist eine Dehnfuge angeordnet.
Die 1976 fertiggestellte Brücke hatte damals die größte Spannweite aller Spannbetonbrücken weltweit und in Japan bis zum Bau der Eshima-Brücke, die 2004 dem Verkehr übergeben wurde.
Die Brücke ist seit 2005 mautfrei.